# Jaderná elektrárna Point Beach
Jaderná elektrárna Point Beach (anglicky Point Beach Nuclear Power Plant) je provozní jaderná elektrárna ve Spojených státech. Nachází se ve Wisconsinu asi 50 kilometrů jihovýchodně od města Green Bay. Bloky elektrárny mají celkový hrubý výkon 1280 MW. Elektrárnu vlastní a provozuje společnost NextEra Energy Resources. V elektrárně pracuje kolem 660 stálých zaměstnanců.

## Historie a technické informace

### Výstavba
Výstavba prvního bloku elektrárny Point Beach oficiálně začala 19. července 1967. Jedná se o vodou chlazený a vodou moderovaný tlakovodní jaderný reaktor Westinghouse M212 o dvou smyčkách primárního okruhu. Hrubý výkon bloku je 640 MW a čistý, který je odesílán do sítě je 591 MW. Druhý blok se začal stavět dne 25. července 1968. Typ, výkon a parametry jsou shodné s prvním blokem.

### Uvedení do provozu
První blok byl synchronizován s rozvodnou síti dne 6. listopadu 1970 a do komerčního provozu přešel dne 21. prosince 1970. Druhý blok byl do sítě připojen 2. srpna 1972 a komerční provoz následoval 1. října 1972.
Bloky elektrárny mají provozní licenci od NRC do 5. října 2030 a 8. března 2033. Původní licence by vypršely v letech 2010 a 2013, ale byly následně prodlouženy. Kvůli prodloužení licence musely být vyměněny parogenerátory a kryty tlakových nádob reaktorů.
Od 19. června do 21. června 2007 byla elektrárna uzavřena, protože probíhala cvičná cvičení pro případ možného ohrožení elektrárny.

### Incidenty
Dne 4. května 2004 musel být první blok odstaven z důvodu neočekávaných oprav. Tryska v hlavě tlakové nádoby reaktoru si vyžádala opravy, které stály až 2,5 milionu dolarů. Hlava tlakové nádoby reaktoru je ocelové víko o tloušťce 150 mm, které zakrývá aktivní zónu.
Dne 15. ledna 2007 došlo k problémům s transformátorem na 1. bloku. Tyto elektrické problémy byly NRC klasifikovány jako výjimečná událost na nejnižší úrovni hodnocení. Problémy s dodávkami elektřiny pro vlastní spotřebu elektrárny neměly na elektrárnu žádný vliv. Oba bloky zůstaly během incidentu v provozu na plný výkon. Nastartovaly se nouzové dieselové motory. První blok byl později bezpečně odstaven. Zařízení bylo během incidentu ve stabilizovaném stavu. K ohrožení veřejné bezpečnosti nedošlo.

### Okolní obyvatelstvo
NRC definuje dvě zóny havarijního plánování kolem jaderných elektráren. První o poloměru 16 kilometrů, která se týká především vystavení radioaktivní kontaminace vzduchu a poté druhou o poloměru 80 kilometrů, jež se zabývá kontaminací potravin a vody.
Podle studie NRC zveřejněné v srpnu 2010 byl odhad každoročního rizika zemětřesení dostatečně silného na to, aby způsobilo poškození aktivní zóny reaktorů 1 ku 90 909.

## Informace o reaktorech
| Reaktor       | Typ reaktoru      | Výkon  | Výkon  | Zahájení výstavby | Připojení k síti | Uvedení do provozu | Uzavření |
| Reaktor       | Typ reaktoru      | Čistý  | Hrubý  | Zahájení výstavby | Připojení k síti | Uvedení do provozu | Uzavření |
| ------------- | ----------------- | ------ | ------ | ----------------- | ---------------- | ------------------ | -------- |
| Point Beach-1 | Westinghouse M212 | 591 MW | 640 MW | 19. 7. 1967       | 6. 11. 1970      | 21. 12. 1970       |          |
| Point Beach 2 | Westinghouse M212 | 591 MW | 640 MW | 25. 7. 1968       | 2. 8. 1972       | 1. 10. 1972        |          |